# Abimbola Odejoke
Abimbola Odejoke, né le 14 novembre 1980, est un joueur nigérian de badminton.

## Carrière
Il est médaillé d'or en double mixte avec Bridget Ibenero, médaillé d'argent en double hommes avec Dotun Akinsanya et médaillé de bronze en simple hommes lors des Championnats d'Afrique de badminton 2000 à Bauchi.
Lors des Championnats d'Afrique de badminton 2002 à Casablanca, il remporte la médaille d'or en simple hommes, la médaille d'argent par équipe mixte, la médaille de bronze en double hommes avec Dotun Akinsanya et la médaille de bronze en double mixte avec Prisca Azuine.
Aux Jeux africains de 2003 à Abuja, il est médaillé d'argent en double hommes avec Dotun Akinsanya et par équipe mixte et médaillé de bronze en double mixte avec Susan Ideh.
Lors des Championnats d'Afrique de badminton 2004 à Rose Hill, il obtient la médaille d'argent en double hommes avec Dotun Akinsanya.
Aux Jeux africains de 2007 à Alger, il est médaillé d'or par équipe mixte.